# Irina Soloviova
Irina Soloviova (rus: Ирина Баяновна Соловьева)  (Kireyevsk, 6 de setembre de 1937), nom complet amb patronímic Irina Baianovnà Soloviova és una coronel retirada, paracaigudista i membre de cos de cosmonautes russa i soviètica.
Quan va estar inscrita al cos de cosmonautes, havia completat uns 700 salts. El nombre total de salts realitzats al llarg de la seva vida és d’uns 2500.

## Biografia

### Primers anys
Irina Soloviova va néixer el 6 de setembre de 1937 a la mina Kireievski del districte de Dedilovski de l'óblast de Tula, llavors a la RSFSR.
El 1954 es va graduar del 10è grau de l'escola número 22 a la ciutat de Serov, óblast de Sverdlovsk.
Des del setembre de 1954 va estudiar a la Facultat d’Enginyeria Civil de l'Institut Politècnic Ural de Sverdlovsk, on es va graduar el juny de 1959. Des de 1955 va estudiar a l’aeroclub de Sverdlovsk A.K Serov. El 1960-1962 va formar part de la selecció nacional de paracaigudisme. Mestra de l'Esport de l'URSS en paracaigudisme (1959).
Des d'agost de 1959 fins a març de 1962 va treballar com a enginyera a l'oficina de disseny de l'empresa "Uralenergomontaj" de Sverdlovsk.

### Activitat com a cosmonauta
Al març de 1962 va ser seleccionada com a estudiant de cosmonauta i va completar la formació bàsica d'abril a novembre de 1962. Des del gener fins al 25 de maig de 1963, estigué preparant-se per a un vol amb la sonda espacial Vostok 6 segons el programa de vol femení, juntament amb Tereixkova, Ponomariova i Iórkina. El 10 de maig de 1963 va ser nomenada pilot substituta de Valentina Tereixkova.
De gener a maig de 1966, juntament amb Ponomariova, es va entrenar per a un vol de 10 a 15 dies l'estiu de 1966 amb la nau Voskhod 5, en el que hauria de ser el primer passeig espacial d’una dona. Inicialment, Pàvel Popóvitx va ser nomenat comandant del vol, i després es va començar a planejar el vol amb una tripulació exclusivament femenina dirigida per Irina Soloviova. El vol no va arribar a tenir lloc a causa de la cancel·lació del programa Voskhod, després de la mort de Serguei Koroliov el 1966.
El 1967 es va graduar a l'Acadèmia d'Enginyeria de les Forces Aèries Jukovsk a Mónino. L'1 d'octubre de 1969, com totes les dones cosmonautes, es va retirar del cos actiu de cosmonautes i després va treballar en diverses funcions al Centre de Formació de Cosmonautes Iuri Gagarin.
Des del 1974, Soloviova forma membre de l'equip femení Metelitsa, que realitza expedicions d’esquí a latituds extremes. Va participar en expedicions d’esquí a la Terra de Francesc Josep i a la part oriental de la Península de Taimir. És psicòloga d’equip i ajudant de la cap d’expedicions.
El 1980 es va doctorar com a candidata en ciències psicològiques. El febrer de 1988 va participar en una expedició antàrtica femenina. El 1991 es va retirar de la Força Aèria amb el rang de coronel. Des d'aquell any, treballà com a investigadora sènior al 50è departament de l’Institut d’Investigacions Científiques de l’Estat de Rússia, investigant la psicologia del treball en condicions extremes.
Irina Soloviova està casada i té dos fills.